# The Red Mill (film 1927)
The Red Mill è un film muto del 1927 diretto da William Goodrich (Roscoe 'Fatty' Arbuckle). La sceneggiatura di Frances Marion si basa sulla commedia musicale The Red Mill (libretto di Henry Martyn Blossom, musiche di Victor Herbert) che andò in scena a Broadway il 24 settembre 1906.

## Produzione
Il film fu prodotto dalla Cosmopolitan Productions per la Metro-Goldwyn-Mayer (MGM).

## Distribuzione
Distribuito dalla Metro-Goldwyn-Mayer (MGM), il film uscì nelle sale cinematografiche USA il 29 gennaio 1927. Venne presentata a New York il 13 febbraio 1927.
Copia della pellicola è conservata negli archivi della Metro-Goldwyn-Mayer/United Artists.